# Fleur papilionacée

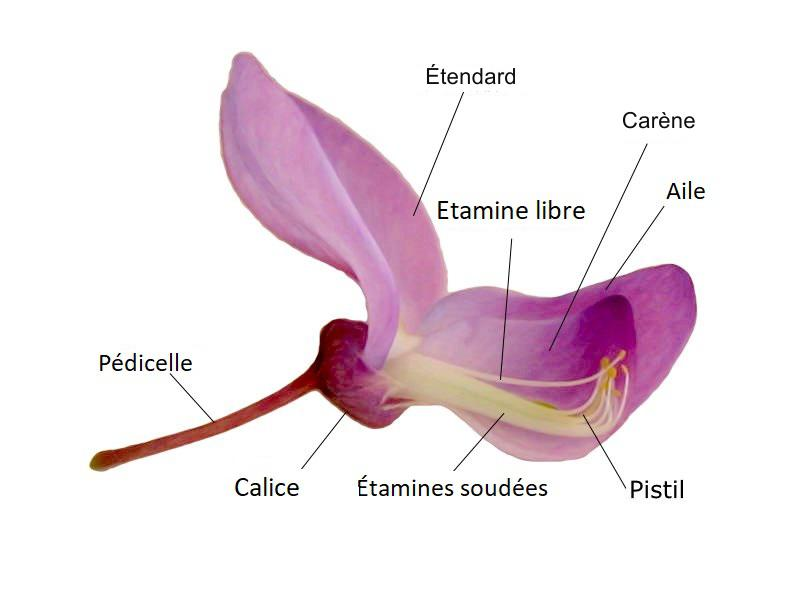
Fleur de glycine de Chine: Elle présente des étamines diadelphes (une étamine non soudée aux neuf autres).

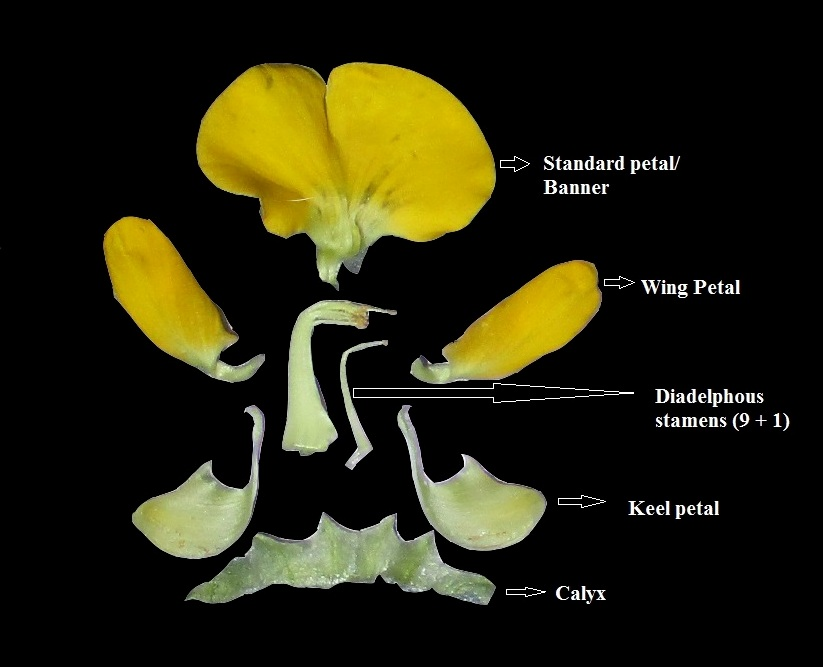
Éléments d'une fleur disséquée de Sesbania bispinosa.

Les fleurs papilionacées (du latin : papilio, -onis, « papillon ») sont des fleurs à la corolle caractéristique, zygomorphe, qui évoque la forme d'un papillon. Elles sont présentes chez la plupart des espèces de plantes la sous-famille des Faboideae (famille des Fabaceae).  Parmi les genres bien connus de Faboideae qui présentent cette morphologie de la corolle, on peut citer Phaseolus (haricots),  Pisum (pois), Lathyrus (gesses), Medicago (luzernes),  Trifolium (trèfles), Lupinus (lupins), Dalea, Robinia, Astragalus (astragales) et Erythrina,.
Selon  Tournefort, l'expression « Flores papilionacei » a été forgée par le botaniste allemand Valerius Cordus qui l'appliqua aux fleurs du haricot commun.

## Structure

### Corolle
Les fleurs papilionacées présentent une symétrie bilatérale, avec une corolle composée de cinq pétales inégaux. Le grand pétale supérieur, unique, vertical, est appelé « étendard ». La base semicylindrique de l'étendard embrasse et comprime les deux pétales latéraux ou « ailes ». Les ailes à leur tour embrassent une paire de petits  pétales, qui constituent la « carène ». Ces derniers sont situés un peu plus bas que les ailes, mais leur sont intérieurs.
Leurs côtés concaves correspondent à la forme des ailes. Les deux pétales de la carène sont soudés à leur baseou collés ensemble pour former une structure en forme de carène de bateau qui renferme les organes floraux essentiels à savoir l'androcée et le gynécée. Généralement, ces fleurs ont une préfloraison vexillaire (c'est-à-dire imbriquée ou chevauchante).

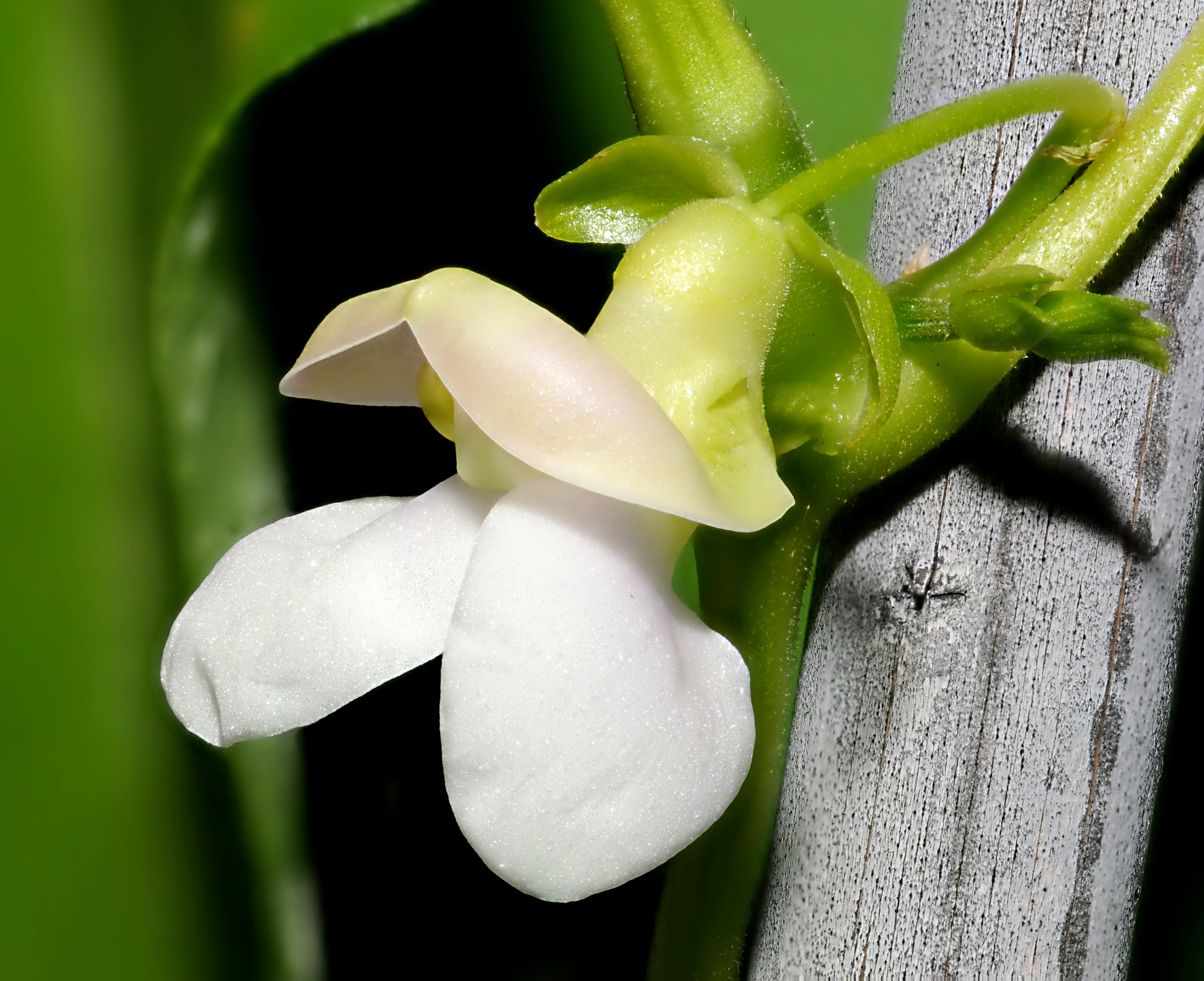
Fleur du haricot commun (Phaseolus vulgaris).
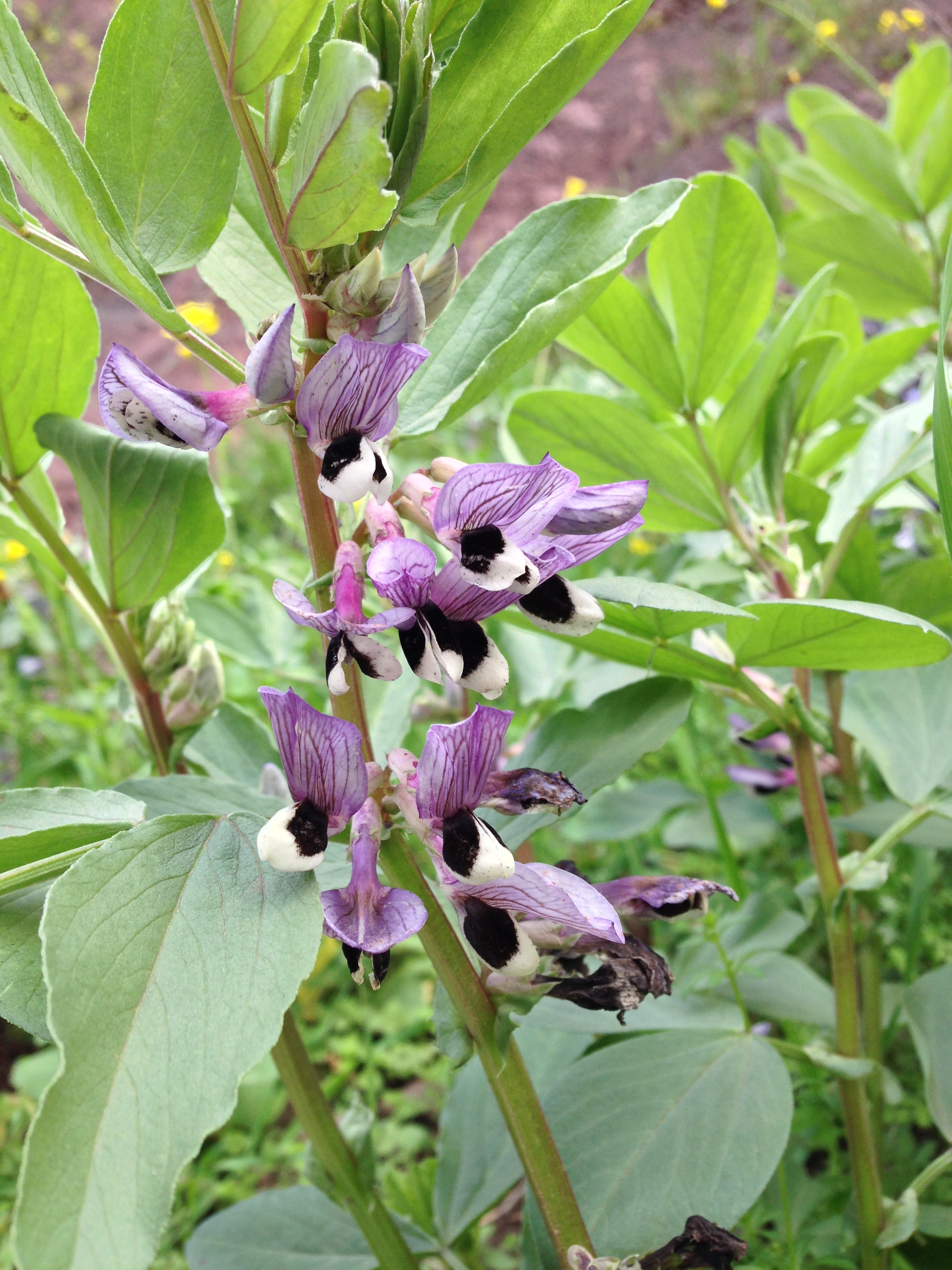
Fleurs de fèves à l'étendard pourpre et aux ailes tachetées.
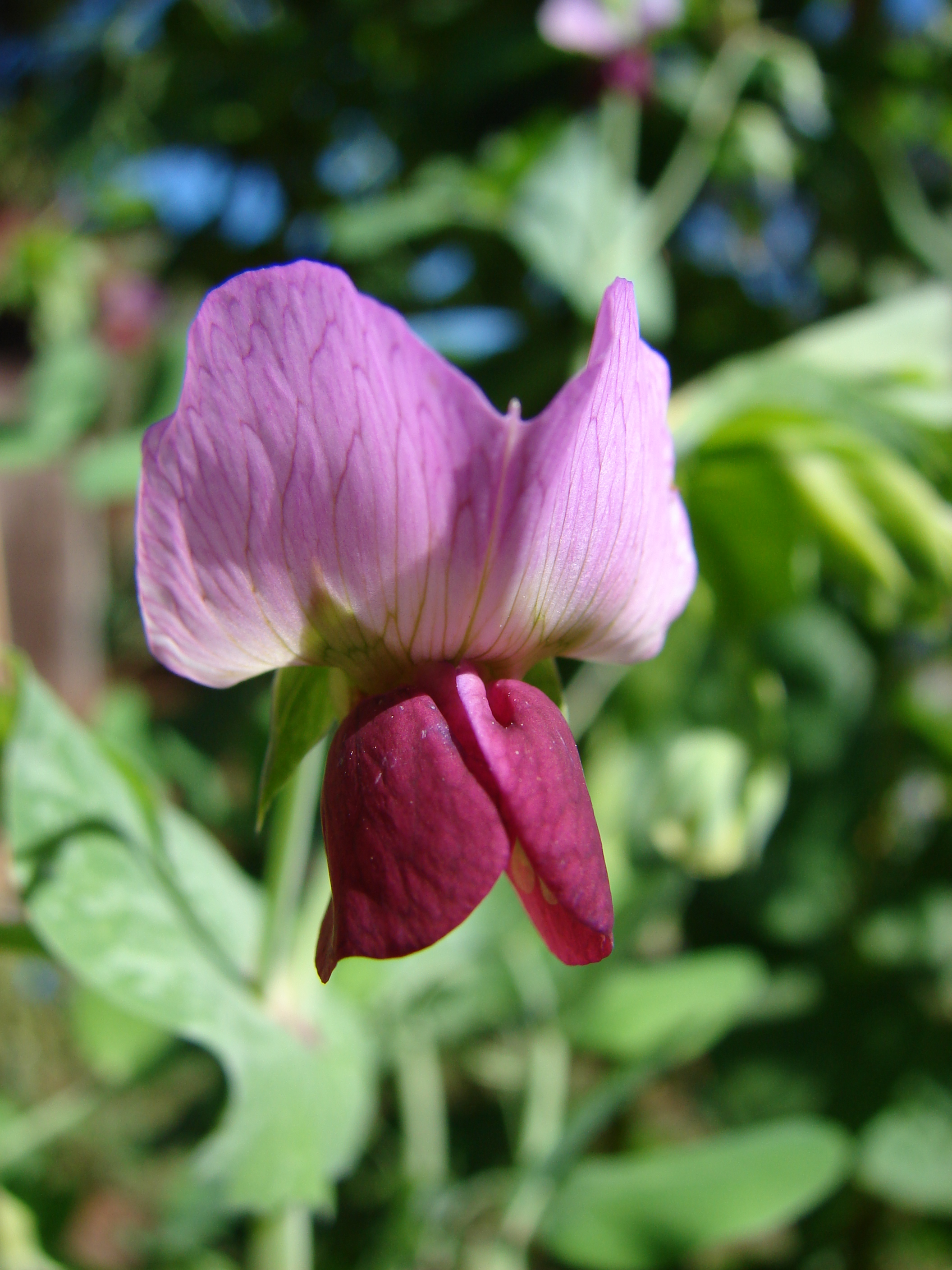
Fleur du pois (Pisum sativum) à l'étendard rose et aux ailes pourpres.
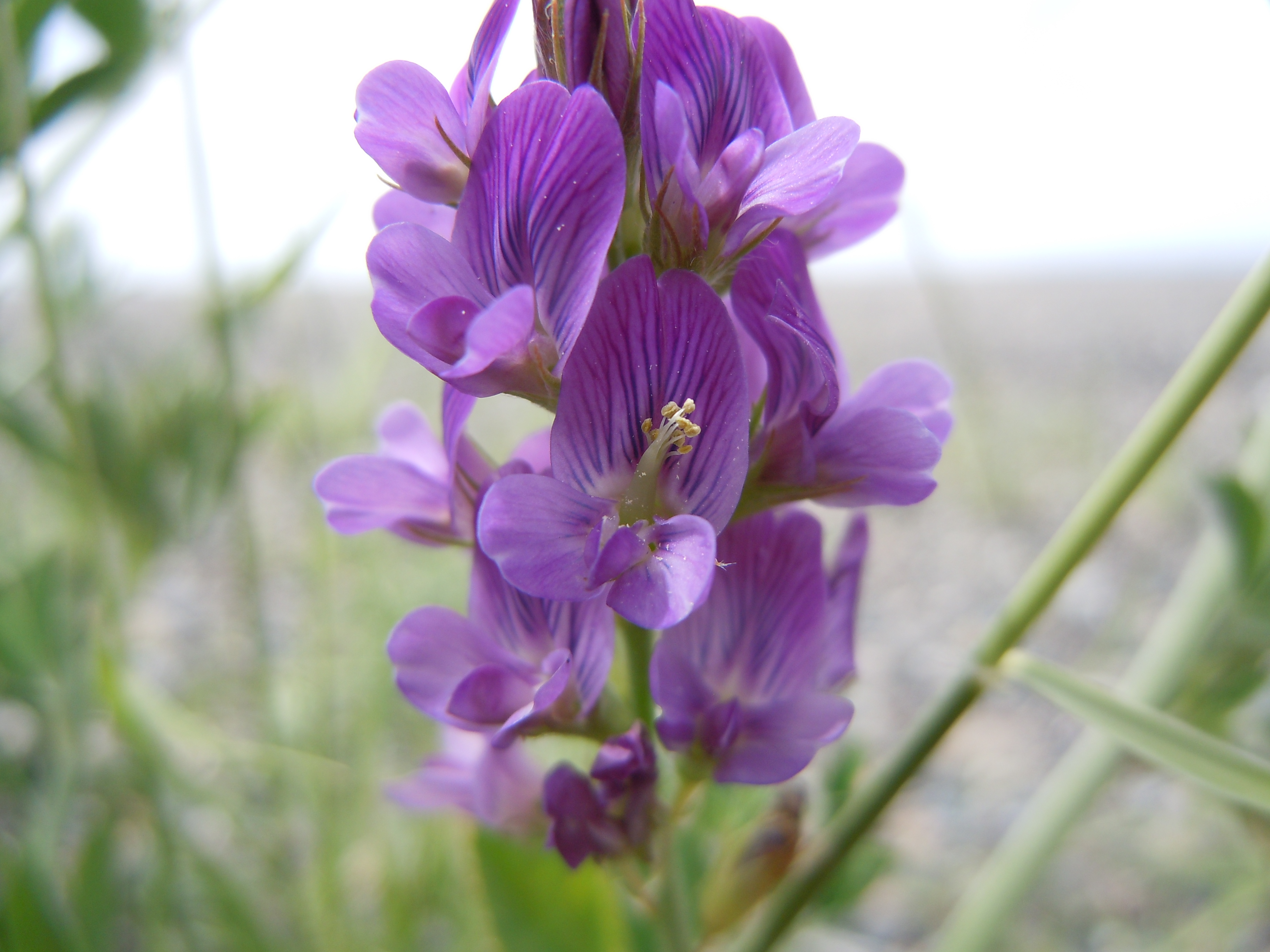
Fleurs de luzerne cultivée (medicago sativa),  la colonne staminale est visible sur la fleur centrale.

### Étamines
Les étamines ont souvent une morphologie diadelphe, ce qui signifie qu'elles sont réunies en deux ensembles, ayant chacun une forme de filament distincte. L'ensemble inférieur forme à la base une gaine membraneuse qui enveloppe dans un tube l'unique  pistil supère. Ce tube se subdivise en neuf filaments insérés à la base des pétales de la carène qui les entourent. Le filament libre unique se trouve au-dessus.
Chez les espèces du genre Smithia, les deux ensembles sont égaux, chacun d'eux regroupant 5 étamines.
Ce caractère des étamines diadelphes définissait dans le système de classification des plantes de Linné la classe 17 : Diadelphia (ou diadelphie, fleurs dont les étamines sont réunies par leurs filets en deux groupes).
Il existe cependant de nombreuses fleurs papilionacées ayant dix étamines distinctes. C'est le cas notamment chez les espèces des genres  Sophora, Anagyris, Cercis, Daviesia, Dillwynia, Gompholobium, Mirbelia et Pultenaea.

## Biologie
Charles Darwin a observé que la fertilité des plantes à fleurs papilionacées dépend dans une large mesure des visites des abeilles et on admet que la structure de cette corolle a évolué sous la pression sélective des abeilles pollinisatrices.
Linné a remarqué que ces fleurs ne produisaient pratiquement aucun parfum, mais les fleurs du genêt d'Espagne, du pois de senteur, de la coronille de Valence, du lupin jaune, de la  fève et de diverses espèces de trèfle sont des exceptions notables.
Quatre mécanismes différents de libération du pollen sont connus chez les fleurs papilionacées, à savoir les mécanismes explosif, valvulaire, à piston et à brosse . Dans le cas du mécanisme explosif (cf. luzerne cultivée, genêt à balais, œil de bœuf), tout le pollen est libéré instantanément lorsque la pression sur la colonne staminale est libérée de façon permanente (généralement par un insecte), ce qui provoque sa rupture avec le pétale étendard. Dans le mécanisme valvulaire, le pollen est libéré de manière répétée lorsque les pollinisateurs détachent le bord supérieur des pétales de la carène et les forcent à s'abaisser. Dans le cas du mécanisme à piston (cf.  coronille des jardins ), le pollen est libéré à plusieurs reprises lorsque l'extrémité de la carène est déplacée par un insecte afin de libérer le pollen par un trou à la pointe de la carène. Le mécanisme à brosse nécessite un pistil plus long que les étamines afin d'éviter l'autopollinisation. Lorsqu'un pollinisateur exerce une pression sur l'étendard et les ailes, une brosse sur le pistil temporairement soulevé brosse le pollen vers l'insecte pollinisateur, tandis que le stigmate reçoit du pollen venant de l'extérieur.

## Exceptions
Parmi la sous-famille des Faboideae, certaines espèces appartenant aux tribus des Sophoreae et des Swartzieae ont des fleurs qui font exception au modèle de la fleur papilionacée, et peuvent notamment présenter une symétrie radiale, une corolle non papilionacée une préfloraison atypique des pétales ou des étamines non soudées.

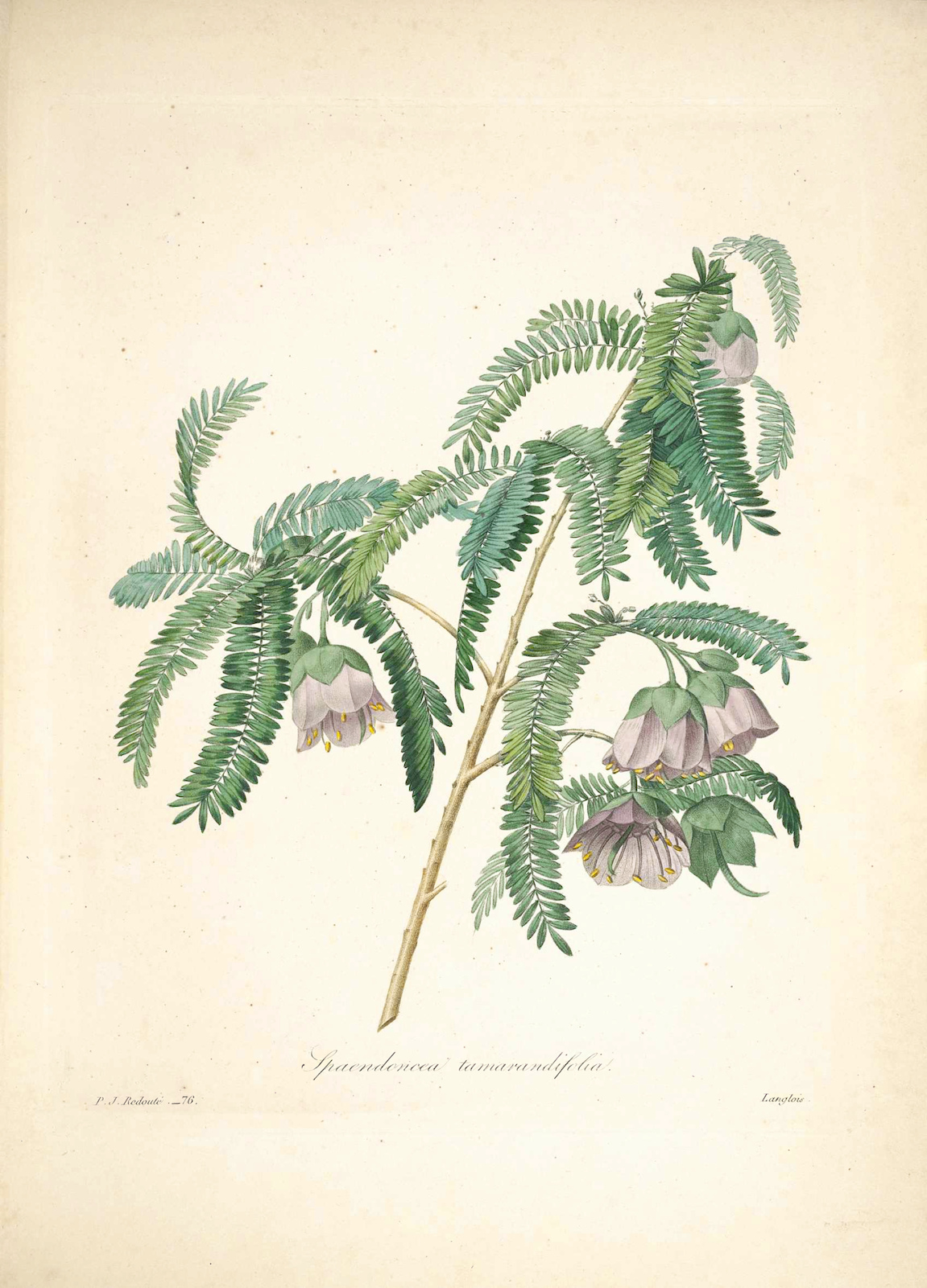
Cadia purpurea, rameau fleuri (illustration botanique).

Cadia purpurea (tribu des Sophoreae) est un exemple d'espèce de Faboideae qui présente des fleurs à symétrie radiale.
Dans le genre Swartzia (tribu des Swartzieae),  les fleurs ont une symétrie zygomorphe mais ne suivent pas le modèle « papilionacé », avec un calice complètement soudé, un seul pétale et de multiples étamines de deux classes de taille. 
Les fleurs du genre Erythrina (tribu des Phaseoleae) sont diadelphes et sont considérées comme papilionacées, mais les ailes sont très réduites, ce qui fait penser à une fleur à trois pétales,. Les pétales de la carène sont allongés, soudés ensemble et parfois tubulaires pour faciliter la pollinisation par certains groupes d'oiseaux, alors que certains composés secondaires présents dans le nectar semblent être répulsifs pour les abeilles.
Les plantes du genre Amorpha, faux-indigo (tribu des Amorpheae), bien qu'appartenant à la sous-famille des Faboideae, ne présentent pas de corolle de type « papilionacé ». En effet les fleurs n'ont qu'un seul pétale,  l'étendard,.
Chez les espèces du genre Trifolium (les trèfles), la corolle tend à devenir monopétale, les cinq pétales étant souvent soudés en forme de tubes.

## Autres sous-familles desFabaceae
Contrairement au cas des Faboideae, chez les espèces de la sous-famille des Mimosoideae, les fleurs ont des pétales réduits et de nombreuses étamines disposées en épis voyants. Dans la sous-famille des Caesalpinioideae , les fleurs ont un pétale supérieur initialement enveloppé par les pétales latéraux avant que les pétales ne se déploient pour adopter une symétrie radiale de type pentamère.